# Parafia św. Andrzeja Boboli w Starym Mieście
Parafia św. Andrzeja Boboli w Starym Mieście – parafia rzymskokatolicka, znajdująca się w archidiecezji przemyskiej, w dekanacie Leżajsk I.

## Historia
Na terenie obecnego Starego Miasta było lokowane miasto Leżajsk i w 1397 roku była fundowana parafia. W 1524 roku miasto zostało zniszczone przez Tatarów, dlatego król Zygmunt Stary  przeniósł miasto na nowe miejsce. Po parafii pozostał drewniany kościół pw. Trójcy Przenajświętszej, który w 1624 roku został spalony przez Tatarów. W 1646 roku zbudowano murowany kościół, który istniał do XVIII wieku. 
W Starym Mieście byli też grekokatolicy, którzy posiadali cerkiew filialną. W 1913 roku zbudowano i poświęcono murowaną cerkiew pw. św. Mikołaja. 
W 1945 roku dekretem bpa Franciszka Bardy została erygowana ekspozytura pw. św. Andrzeja Boboli, z wydzielonego terytorium parafii Leżajsk-Fara, a dawna cerkiew została zaadaptowana na kościół parafialny.
Na terenie parafii jest 1 412 wiernych.
Proboszczowie parafii:
1945–1952. ks. Władysław Fietko (ekspozyt)
1952–1967. ks. Józef Kaczor (ekspozyt).
1967–1968. ks. Stanisław Zborowski.
1968–1971. ks. Eugeniusz Śpiewla.
1971–1997. ks. Ignacy Bara.
1997–2021. ks. kan. Jan Warchał.
2021– nadal ks. Wiesław Szczygieł